# منوبه (تونس)
منوبه (به عربی: منوبة) یک منطقهٔ مسکونی در تونس است که در استان منوبه واقع شده‌است. منوبه ۵۸٬۷۹۲ نفر جمعیت دارد.